# Sociální integrace
Sociální integrace je nejvyšší úrovní socializace, jedná se tedy o proces začleňování člověka do společnosti. Integrace bývá také definována jako „oboustranný psychosociální proces sbližování minority znevýhodněných a majority intaktních.’’ Jde o začlenění osob do většinové společnosti a jejího každodenního života. Je to schopnost naučit se správně žít, cítit se přijatý a identifikovat se s majoritní společností. Komplikace při integraci se týkají převážně lidí a skupin, kteří se od ostatních liší (lidé s postižením, etnické menšiny, přistěhovalci a uprchlíci, lidé propuštění z vězení) a proto k jejich úplné socializaci nedochází přirozeným způsobem. Je proto nutné těmto lidem pomáhat a jejich integraci do společnosti podporovat.

## Proces integrace
Za účelem integrace je jedinec nucen podstoupit učení se emotivnímu i sociálnímu. V integraci hraje nejdůležitější roli správná motivace jedince, neboť celý proces může být velmi náročný. Ze sociálního hlediska lze říci, že jedinci se znevýhodněním tvoří menšinovou skupinu, která se nachází v diskriminované pozici a je na ní proto vyvíjen velký tlak. Tohle může způsobit pokusy jedince zapírat svůj handicap či odlišnost a snahu distancovat se od menšiny, ke které náleží.
Proces integrace člověka lze rozdělit na dva různé přístupy:
- Přístup asimilační – pravidla soužití určuje majoritní společnost a je na daném jedinci, zdali se přizpůsobí. Z širokého hlediska je tento přístup nevhodný, ale pro společnost snazší.
- Přístup koadaptační – odlišnost jedince je i problémem společnosti. Dochází například k odstraňování bariér a přizpůsobování se obou stran. Koadaptační přístup sice vyžaduje větší náročnost, avšak je pro společnost mnohem výhodnější.[3]

## Inkluze
Inkluze je proces, kdy se příslušníci menšin nebo znevýhodněných skupin zúčastňují stejných běžných aktivit jako lidé z většinové společnosti. Jde o „vyšší stupeň integrace postižených nebo znevýhodněných jedinců do společnosti a jejích institucí“.
Základní rozdíl mezi integračními a inkluzivními postupy je v tom, že integrační postupy zajišťují a vytvářejí znevýhodněným jedincům speciální podmínky. Jako příklad lze uvést vzdělávání zdravotně postižených osob. Jako integrační postup lze brát speciální školy pro postižené děti, zatímco inkluzivní postup (inkluzivní vzdělávání) je zařazování znevýhodněných žáků do běžných škol (samozřejmostí je vytváření bezbariérových přístupů nebo používání speciálních pomůcek). Inkluzivní postup může být pro daného jedince náročnější, avšak umožňuje i majoritní společnosti snadněji přijmout hlavní myšlenku inkluze, tedy to, že jsou si všichni lidé rovni.

## Etnická, náboženská a kulturní integrace
V dnešní době globalizace se zrychluje migrace a tedy i míšení kultur. Často však dochází k napětí mezi menšinami nebo mezi menšinou a většinou a k následným mezikulturním střetům. V etnické integraci lze mluvit o třech modulech, které společnosti využívají k zamezování těchto konfliktů:
- Modul asimilační – přistěhovalci se vzdávají svých zvyků a tradic a přebírají zvyky většinové společnosti. Učí se novému jazyku, novým normám chování či životnímu stylu. Při jejich přizpůsobování se nové kultuře však často dochází k odporu ze strany společnosti.
- Modul tavicího kotlíku – přistěhovalci se nemusejí vzdávat svých obyčejů, nýbrž je mísí se zvyky dominantní kultury, čímž vzniká zcela nové sociální prostředí a kulturní vzorce.
- Modul pluralismu – tento model umožňuje fungování menšinových společností simultánně se společností majoritní, aniž by byly jakkoliv vyloučeny z politických či ekonomických aktivit země.[5]

Pokud sociální integrace určité etnické nebo kulturní skupiny do většinové společnosti selhává, dochází ke vzniku paralelní společnosti.

## Integrace osob se zdravotním postižením
Integrace osob se zdravotním postižením závisí na závažnosti jejich handicapu a tím tedy i na míře samostatnosti a závislosti na jiných lidech. Je mnoho oblastí života, do kterých se handicapovaný člověk potřebuje integrovat. Jde hlavně o integraci pracovní, školskou a společenskou. Jedná se o podporované zaměstnávání handicapovaných osob, o zařazování handicapovaných dětí do běžných tříd či o vytváření bezbariérového prostředí.

### Integrační škála
Handicapovaný jedinec má při procesu integrace jistá omezení možností, jejichž míru určuje závažnost jedincova postižení. Tyto omezení integrace mohou dosahovat různých stupňů tzv. integrační škály.
Těmito stupni potom jsou:
| Stupeň integrace           | Podoba |
| -------------------------- | --- |
| 1. sociálně integrovaný    | handicapovaný se může plně účastnit běžných aktivit                                                                    |
| 2. účast inhibovaná        | dochází k mírnému omezení kvůli danému postižení                                                                       |
| 3. omezená účast           | postižení jedinci způsobuje takovou nevýhodu, že se nemůže účastnit běžných společenských aktivit                      |
| 4. zmenšená účast          | postižení nedovoluje jedinci navazovat kontakty, komunikace vedena pouze se členy blízkých skupin (rodina, pracoviště) |
| 5. ochuzené vztahy         | jde o velké omezení psychické či fyzické, bez možností zlepšení                                                        |
| 6. redukované vztahy       | schopnost udržovat vztah se váže pouze k malé skupině či jedinci                                                       |
| 7. narušené vztahy         | schopnost udržovat vztahy téměř neexistuje, ani v přirozené skupině                                                    |
| 8. společenská izolovanost | právě kvůli izolovanosti těchto osob, nelze zjistit integrační míra.                                                   |

Pomoc při integraci zdravotně postižených osob poskytují různé občanské iniciativy a neziskové organizace. Osoby s těžkým handicapem často končí v ústavní péči, tedy v domovech pro osoby se zdravotním postižením. Nejpočetnější skupinu však tvoří lidé s lehčí formou postižení, kterým pomoc při jejich integraci nabízejí služby jako je chráněné bydlení či podporované zaměstnávání. Pomoc a informace pro rodiny s dětmi se zdravotním postižením nabízí například český portál Šance Dětem.